# Baltacı Mehmed Pasza
Baltacı Mehmed Pasza lub Mechmed Baltadżi Pasza (ur. 1662 w Osmancıku, k. Çorum, zm. 1712 na Limnos) – turecki polityk z XVIII wieku.
Był dwukrotnie wielkim wezyrem Imperium Osmańskiego; od 25 grudnia 1704 do 3 maja 1706 i ponownie od 18 sierpnia 1710 do 20 listopada 1711.
W czasie wojny rosyjsko-tureckiej (1710–1711) otoczył armię rosyjską nad Prutem, gdzie skutecznie oblegał okrążone wojska rosyjskie. Pomimo protestów ze strony Stanisława Poniatowskiego, który pełnił rolę przedstawiciela Karola XII w obozie tureckim, przystąpił do rozmów ze stroną rosyjską. Zawarł 12 lipca 1711 z przedstawicielami cara Piotra I, Piotrem Szafirowem i Michaiłem Szeremietiewem tzw. traktat prucki.
W listopadzie 1711 roku Baltacı Mehmed Pasza został pozbawiony urzędu i wygnany, najpierw na wyspę Lesbos a następnie na Lemnos, gdzie zmarł rok później.